# ایوان، فرانسه
اَیوان (به فرانسوی: Aillevans) یک کمون در فرانسه است که در Canton of Villersexel واقع شده‌است.

## خصوصیات
ایلوانس ۵٫۷۸ کیلومترمربع مساحت و ۱۳۹ نفر جمعیت دارد.